# Aicheng
Aicheng är en köping i Kina. Den ligger i provinsen Jiangxi, i den sydöstra delen av landet, omkring 47 kilometer norr om provinshuvudstaden Nanchang. Antalet invånare är 18 748. Befolkningen består av 9 032 kvinnor och 9 716 män. Barn under 15 år utgör 24,0 %, vuxna 15-64 år 68 %, och äldre över 65 år 7,0 %.
Runt Aicheng är det ganska tätbefolkat, med 239 invånare per kvadratkilometer. Närmaste större samhälle är Makou, 14,6 km söder om Aicheng. Trakten runt Aicheng består till största delen av jordbruksmark.
Genomsnittlig årsnederbörd är 2 141 millimeter. Den regnigaste månaden är maj, med i genomsnitt 334 mm nederbörd, och den torraste är januari, med 59 mm nederbörd.